# Вьельсегюр
Вьельсегю́р (фр. Vielleségure) — коммуна во Франции, находится в регионе Аквитания. Департамент — Атлантические Пиренеи. Входит в состав кантона Кёр-де-Беарн. Округ коммуны — По.
Код INSEE коммуны — 64556.

## География

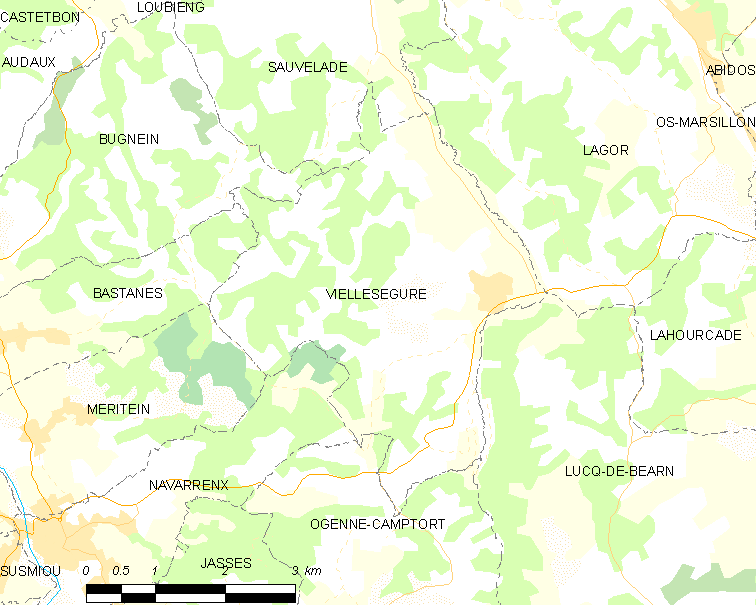
Карта коммуны

Коммуна расположена приблизительно в 660 км к югу от Парижа, в 165 км южнее Бордо, в 27 км к западу от По.
На юго-востоке коммуны расположено озеро Лаа, образованное плотиной.

### Климат
Климат тёплый океанический. Зима мягкая, средняя температура января — от +5°С до +13°С, температуры ниже −10 °C бывают редко. Снег выпадает около 15 дней в году с ноября по апрель. Максимальная температура летом порядка 20-30 °C, выше 35 °C бывает очень редко. Количество осадков высокое, порядка 1100 мм в год. Характерна безветренная погода, сильные ветры очень редки.

## Население
Население коммуны на 2010 год составляло 394 человека.
| 1962 | 1968 | 1975 | 1982 | 1990 | 1999 | 2010 |
| ---- | ---- | ---- | ---- | ---- | ---- | ---- |
| 393  | 375  | 392  | 370  | 352  | 365  | 394  |

## Администрация
| Период | Период | Фамилия           | Партия       | Примечания |
| ------ | ------ | ----------------- | ------------ | ---------- |
| 1995   | 2008   | Жан-Пьер Элисондо | Разные левые |            |
| 2008   | 2020   | Филипп Аррьо      |              |            |

## Экономика
В 2010 году среди 228 человек трудоспособного возраста (15—64 лет) 172 были экономически активными, 56 — неактивными (показатель активности — 75,4 %, в 1999 году было 67,4 %). Из 172 активных жителей работали 166 человек (95 мужчин и 71 женщина), безработных было 6 (3 мужчин и 3 женщины). Среди 56 неактивных 20 человек были учениками или студентами, 20 — пенсионерами, 16 были неактивными по другим причинам.

## Достопримечательности
- Церковь Св. Бертрана (XIV век)[4]